# Fritz Seidl (Fußballspieler)
Fritz Seidl (* 19. August 1919; † nach 1947) war ein deutscher Fußballspieler, der von 1943 bis 1947 für den FC Bayern München aktiv war und zwei Titel gewann.

## Karriere
Seidl gehörte zur Saison 1943/44 dem FC Bayern München als Stürmer an und war mit ihm in der ein Jahr zuvor durch die kriegsbedingten Umstände auf zwei Gruppen aufgeteilte Gauliga Bayern in der Gauliga Südbayern aktiv.
Nach 18 Spieltagen und vier Punkten vor der KSG BC/Post Augsburg gewann er mit den Bayern die Südbayerische Meisterschaft, die bereits nach dem 15. Spieltag – rein rechnerisch – feststand. Für den FC Bayern München war es der erste Meistertitel in der Gauliga, die ab 1939 offiziell Sportbereichsklasse hieß. Seidl nahm infolgedessen mit der Mannschaft an der Endrunde um die Deutsche Meisterschaft teil, doch nach der 1:2-Niederlage n. V. in der 1. Runde beim VfR Mannheim schied er mit ihr aus dem Wettbewerb aus. In der zwölften und letzten Spielzeit der Gauliga Bayern wurde diese noch einmal in fünf Sportbereichsklassen unterteilt, jedoch konnte nur in der Sportbereichsklasse München/Oberbayern ein Meister ermittelt werden. Seidl gewann mit dem FC Bayern München nach 15 von 18 absolvierten Punktspielen, auch diesmal – rein rechnerisch – die Oberbayerische Meisterschaft, nachdem man am 25. März 1945 bei der SpVgg Sendling mit 3:1 gewonnen und den nötigen Vorsprung erkämpft hatte. In der neu geschaffenen Oberliga Süd, der ersten Oberliga in Deutschland, absolvierte Seidl mit dem Start am 4. November 1945 zwei weitere Spielzeiten für den FC Bayern München. In seiner Premierensaison kam er in 23 Punktspielen zum Einsatz, in denen er fünf Tore erzielte. Seine ersten beiden erzielte er am 30. Dezember 1945 (9. Spieltag) beim 5:2-Sieg im Heimspiel gegen Kickers Offenbach. In seiner letzten Saison, 1946/47, bestritt er lediglich sechs Punktspiele.

## Erfolge
- Oberbayerischer Meister 1945
- Südbayerischer Meister 1944